# Nestelbach bei Graz

Nestelbach um 1900

Wandtafel mit alter Ortsansicht

Nestelbach bei Graz ist eine Gemeinde mit 2734 Einwohnern (Stand 1. Jänner 2025) östlich von Graz in der Steiermark in Österreich.

## Geografie

### Geografische Lage
Nestelbach bei Graz liegt etwa 13 km östlich der Landeshauptstadt Graz in der Oststeiermark im Bezirk Graz-Umgebung bzw. im Gerichtsbezirk Graz-Ost. Nestelbach grenzt im Süden an den Schemerlrücken, einer Wasserscheide zwischen den Flüssen Mur und Raab. Das Gemeindegebiet befindet sich im Oststeirischen Hügelland, welches durch schmale und lang gestreckte Geländerücken – so genannte Riedel – geprägt wird.
Der namensgebende Nestelbach setzt sich aus zwei Zuflüssen von verschiedenen Quellen zusammen und fließt in den Laßnitzbach, welcher in die Rabnitz, einem Nebenfluss der Raab, mündet. Der Talausgang mit seinem flachen Gefälle in Richtung der Stadt Gleisdorf im Osten der Ortschaft ist zugleich die Abflussrichtung des Nestelbaches. In alle anderen Richtungen besteht eine große Steigung zum Schemerlrücken hin. Im Norden befindet sich die Katastralgemeinde Mitterlaßnitz, welche durch einen von West nach Ost verlaufenden Riedel vom Hauptort getrennt ist. Durch Mitterlaßnitz verläuft der Laßnitzbach, von der Nachbargemeinde Laßnitzhöhe kommend, in welchen der Nestelbach auf Gleisdorfer Gemeindegebiet einmündet. Der südliche Teil der Gemeinde, die ehemalige Gemeinde Edelsgrub, wird von der Stiefing in Richtung Süden entwässert.

### Gemeindegliederung
Das Gemeindegebiet umfasst folgende elf Ortschaften (in Klammern Einwohnerzahl Stand 1. Jänner 2025):
- Edelsgrub (656) samt Edelsbach, Kesselgraben und Kolmegg
- Hirtenfeld (161)
- Kogelbuch (122)
- Lambach (30)
- Langegg-Ort (115)
- Mittergoggitsch (217)
- Mitterlaßnitz (281) samt Mitterlaßnitzberg und Mitterlaßnitzstraße
- Nestelbach bei Graz (931) samt Brunn-Schaufel, Kogelbuch, Nestelbachberg und Schemerlhöhe
- Obergoggitsch (159)
- Unterbuch (35)
- Zaunstein (27)

Die Gemeinde besteht aus vier Katastralgemeinden (Fläche: Stand 31. Dezember 2023):
- Edelsgrub (711,84 ha)
- Langegg bei Graz (1.135,63 ha)
- Mitterlaßnitz (373,44 ha)
- Nestelbach (498,3 ha)

Nestelbach bildet als Siedlungsform ein Haufendorf, hat also einen unregelmäßigen Grundriss mit zentralem Ortskern, dessen angrenzende Häuser eng um zwei Plätze angeordnet sind. Das Zentrum bilden der Kirchplatz mit der Pfarrkirche und dem Gemeindeamt und der etwas tiefer gelegene Dorfplatz. Im Westen, auf dem Friedhofsrücken, und im Osten, in Richtung Gleisdorf, verjüngt sich das Haufendorf aus Platzmangel zu einem Straßendorf. Mitterlaßnitz bildet, wie das übrige Gemeindegebiet, eine Streusiedlung mit auseinanderliegenden Gehöften. In Nestelbachberg und in Mitterlaßnitz kommt es jedoch zu einer Anhäufung dieser zu größeren Gruppen.

### Eingemeindungen
Die Gemeinde Mitterlaßnitz wurde am 1. Jänner 1959 in die Gemeinde eingegliedert, Langegg und Edelsgrub am 1. Jänner 2015.

### Nachbargemeinden
Im Uhrzeigersinn grenzen an Nestelbach bei Graz: Sankt Marein bei Graz im Südosten, Empersdorf (Bezirk Leibnitz) im Süden, Vasoldsberg im Südwesten, Laßnitzhöhe im Westen, Eggersdorf bei Graz im Norden; sowie Gleisdorf im Nordosten und Sankt Margarethen an der Raab im Osten (beide Bezirk Weiz).
|             | Eggersdorf bei Graz                         | Gleisdorf                     |
| Laßnitzhöhe | Kompassrose, die auf Nachbargemeinden zeigt | Sankt Margarethen an der Raab |
| Vasoldsberg | Empersdorf                                  | Sankt Marein bei Graz         |

### Geologie
Die Gemeinde Nestelbach liegt im steirischen Tertiärbecken in Schotterablagerungen, die als Schemmerlschotter bezeichnet werden (nach der Schemmerlhöhe südlich von Nestelbach). Diese Ablagerungen werden in das Pannon im Miozän (Neogen) datiert, sind daher etwa sieben bis elf Millionen Jahre alt. Als geologische Stufe entspricht dieses Alter dem Torton. Der Schotter ist durch seinen Gehalt an Geröllen aus Kalkstein und Wirbeltierresten (Vertebratenfaunen) bekannt. Es handelt sich bei dieser Schicht um eine Flussablagerung in südöstlicher Richtung aus dem Alpenraum nördlich von Graz. Diese Ablagerungen bilden nordwestlich-südöstlich gerichtete flache Geländerücken (Riedel), welche die Täler der größeren Flüsse (hier: Mur und Raab) voneinander trennen.
An diese Schicht schließen die „Gleisdorfer Schichten“ an, die sich aus den Resten der Ablagerungen aus einem damaligen Vorstoß (Ingression) des Paratethys-Meeres ins Oststeirische Becken bildeten. Dieser „Meeresstrand am Alpenostrand“ entstand im Zug der tektonischen Hebungen und Senkungen während des abschließenden Aufbaus der Alpen und enthält mehrfache Verschiebungen der damaligen Küstenlinien dieses Meeres aus dem Miozän.

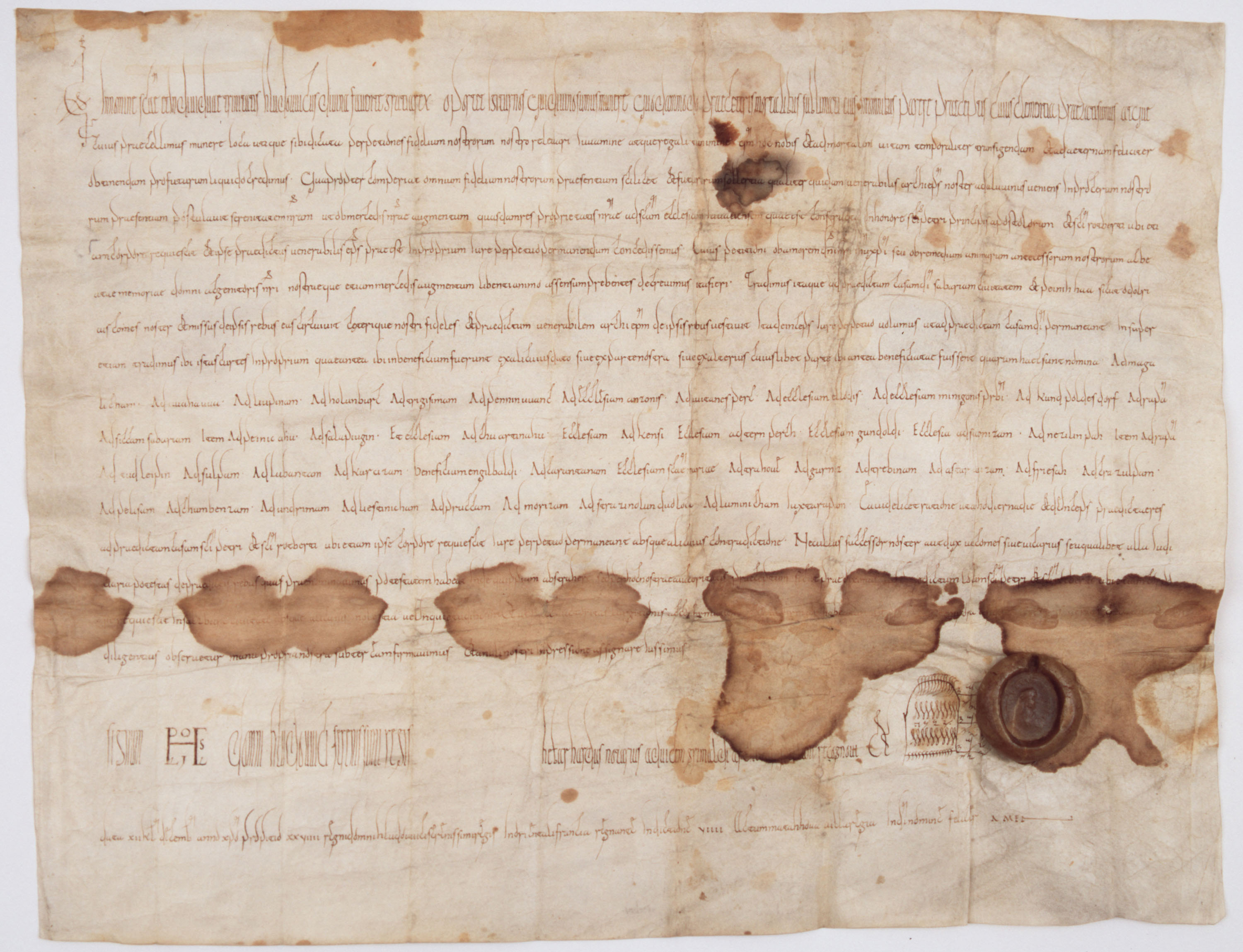
Urkunde von 860; „ad Nezilinpah“ (Zeile zehn, zweite Ortschaft von rechts)

## Geschichte
Im Jahr 860 wurde Nestelbach zum ersten Mal als „Nezelinpah“ in einer Schenkungsurkunde von König Ludwig dem Deutschen an die Erzbischöfe von Salzburg erwähnt. Nestelbach lag zu dieser Zeit an der Grenze zu Karantanien, welche der Schemerlrücken (früher Mons Predel genannt) bildet. Nach den Ungarneinfällen wurde Nestelbach im Jahr 1218 in das neu gegründete Bistum Seckau eingegliedert. Diese vergab den Besitz als Lehen an Ritter, von denen 1351 ein Georg von Nestelbach urkundlich erwähnt wurde. Nach den Türken- und Ungarneinfällen Ende des 13. Jahrhunderts war das Gut Nestelbach vorübergehend ausgestorben. In der Vischer-Karte von 1678, einer Landesaufnahme, taucht der Ortsname „Nostelbach“ oder „Nöstelbach“ auf. Der Buckerlberg, auf dem sich erste Siedlungsspuren befanden, wird als „Buckl am Eckh“ genannt. In der Josephinischen Landesaufnahme von 1787 ist bereits der heute verwendete Ortsname „Nestelbach“ eingetragen.
Im Laufe der Jahrhunderte war Nestelbach zur Zeit Kaiserin Maria Theresias Wehrerhebungsbezirk und gehörte zwischenzeitlich zum Besitz der Freiberger. Die erwähnte erste Siedlung befand sich also am Buckerlberg, welcher seit 1950 zur Gemeinde Laßnitzhöhe gehört. Laut der Steiermark-Chronik ist Nestelbach der älteste erhaltene deutschsprachige Ortsname in der Steiermark.
Die deutsche Schriftstellerin Nina d’Aubigny von Engelbrunner (1770–1847) zog nach dem Tod ihrer Neffen Eduard und Georg Horstig im Jahr 1828 auf das Erkoschlösschen⊙ (auch „Bethanien“ oder „Bethanien-Kloster“) in Brunn, Gemeinde Krumegg bei Graz, und damit in die Nähe ihrer Schwester Emilie. Hier betrieb sie Landwirtschaft und Viehzucht und zog sich weitgehend aus dem gesellschaftlichen Leben zurück. Sie verstarb 1847 und wurde auf dem Friedhof der Pfarre Nestelbach bei Graz beerdigt.
Nach dem Zweiten Weltkrieg gab es Bestrebungen, das Pfarrheim als Kino zu adaptieren. 1948 wurde im Theatersaal ein Koffer-Apparat der Firma Fargel aufgestellt. Trotz Vorführbefugnis vom 19. Jänner 1949 gingen der Projektor und das Kino nie in Betrieb.
Am 1. Jänner 2015 wurde im Rahmen der steiermärkischen Gemeindestrukturreform die ehemaligen Gemeinden Langegg bei Graz und Edelsgrub mit Nestelbach zusammengeschlossen; die neue Gemeinde trägt weiterhin den Namen „Nestelbach bei Graz“.

### Bevölkerungsentwicklung

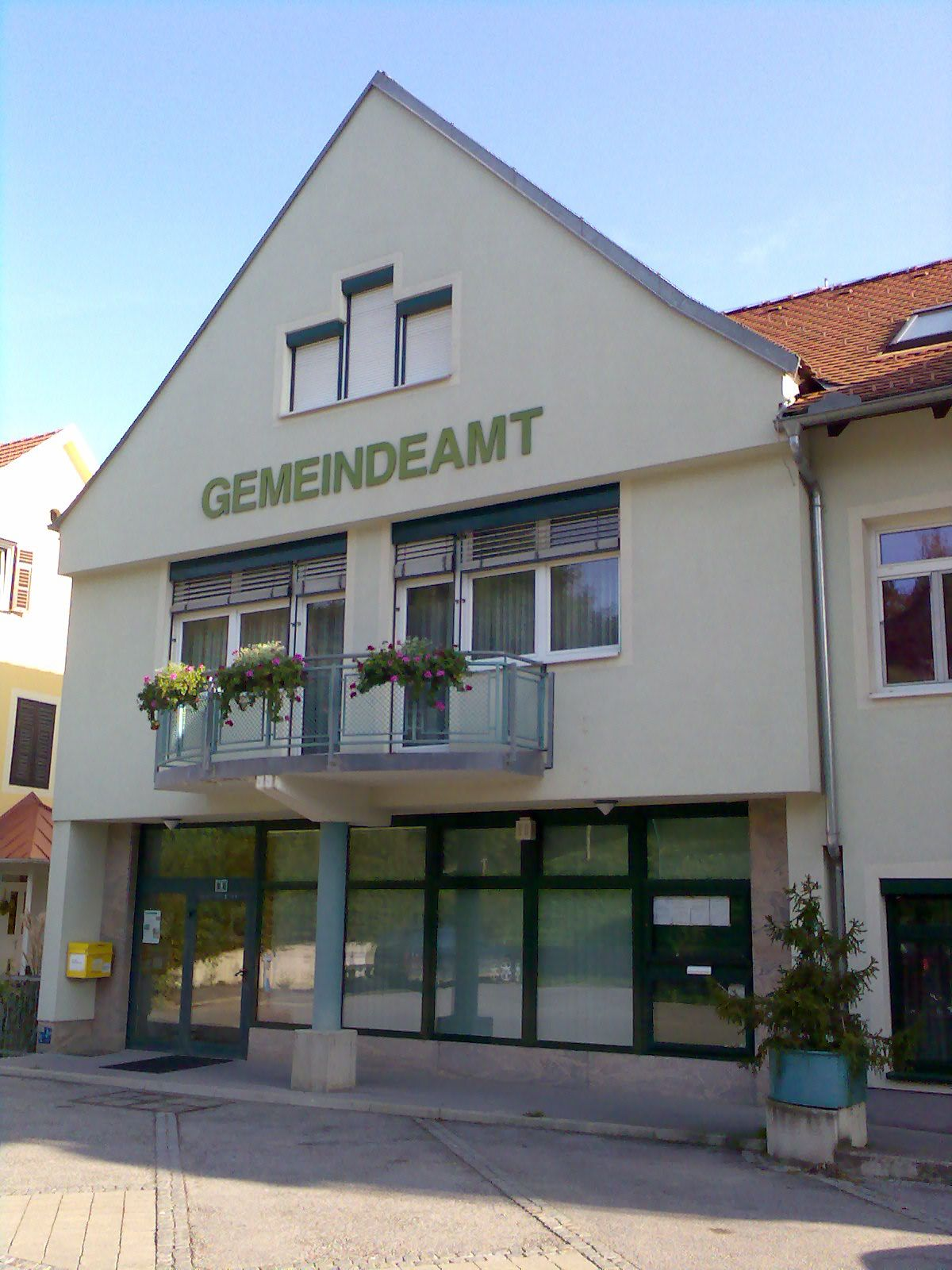
Früheres Gemeindeamt Nestelbach (bis 2017)

### Religionen
Die Gemeindebewohner gehören mehrheitlich der römisch-katholischen Kirche an.

#### Geschichte der Pfarre Nestelbach
Die Pfarrkirche Nestelbach bei Graz ist dem Heiligen Jakobus dem Älteren geweiht. Die erste Erwähnung einer Kirche fand im 9. Jahrhundert in Nezilepach im Hengistgau als Filiale von Gleisdorf statt. 1446 wurde auf einer schwer zugänglichen Hanglage, etwas unterhalb des jetzigen Gebäudes, eine ältere Kirche ⊙ im gotischen Stil errichtet und erstmals urkundlich erwähnt. Umgeben war dieser Bau von einem Friedhof, der später aufgelassen wurde. Nach Erdrutschungen mit einhergehendem Wassereintritt musste die baufällige Kirche abgetragen und ersetzt werden. In den Jahren von 1779 bis 1783 erfolgte der Neubau im Stil des Spätbarocks. Als Vorbild diente die Pfarrkirche Laxenburg in Niederösterreich.
Der Friedhof wurde um die neue Kirche herum erneut angelegt. Durch Zuteilungen aus den Nachbarpfarren und Zusammenlegung wuchs das Gebiet der Pfarre Nestelbach ständig an. Der alte Friedhof um die Kirche überschritt seine Kapazität. Aus Platzgründen wurde er auf den Hügelrücken oberhalb der Pfarrkirche verlegt. In den 1930er und 1940er Jahren wurden die letzten Grabinschriften von der Kirchenmauer entfernt. Die letzte Generalsanierung der Kirche fand im Jahr 1993 statt. 2008 wurde der Rückbau der Orgelempore in den Originalzustand abgeschlossen.

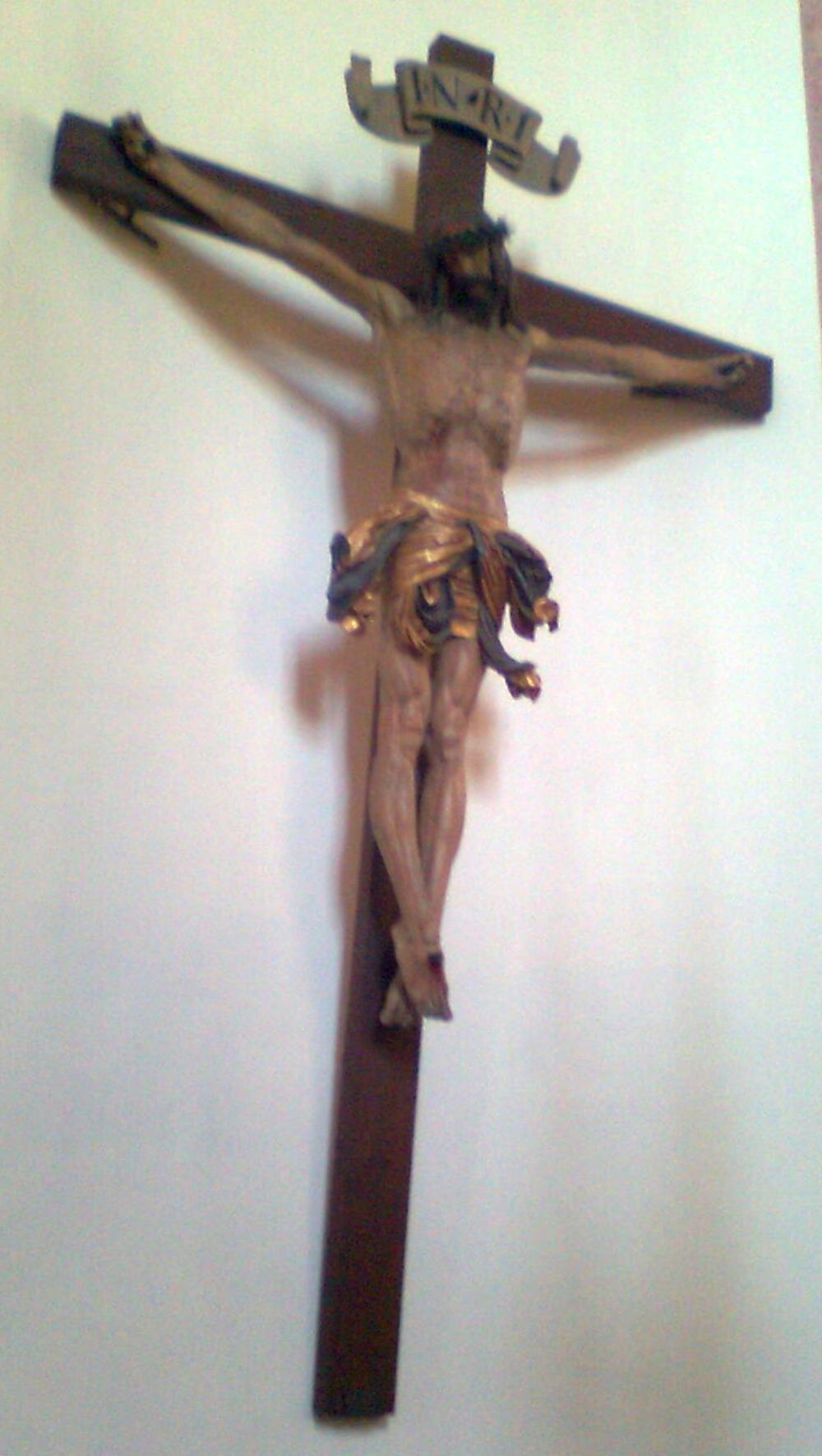
Spätgotisches Kruzifix, um 1520
Kirche Maria Schutz in Nestelbach, Darstellung aus dem Jahr 1850
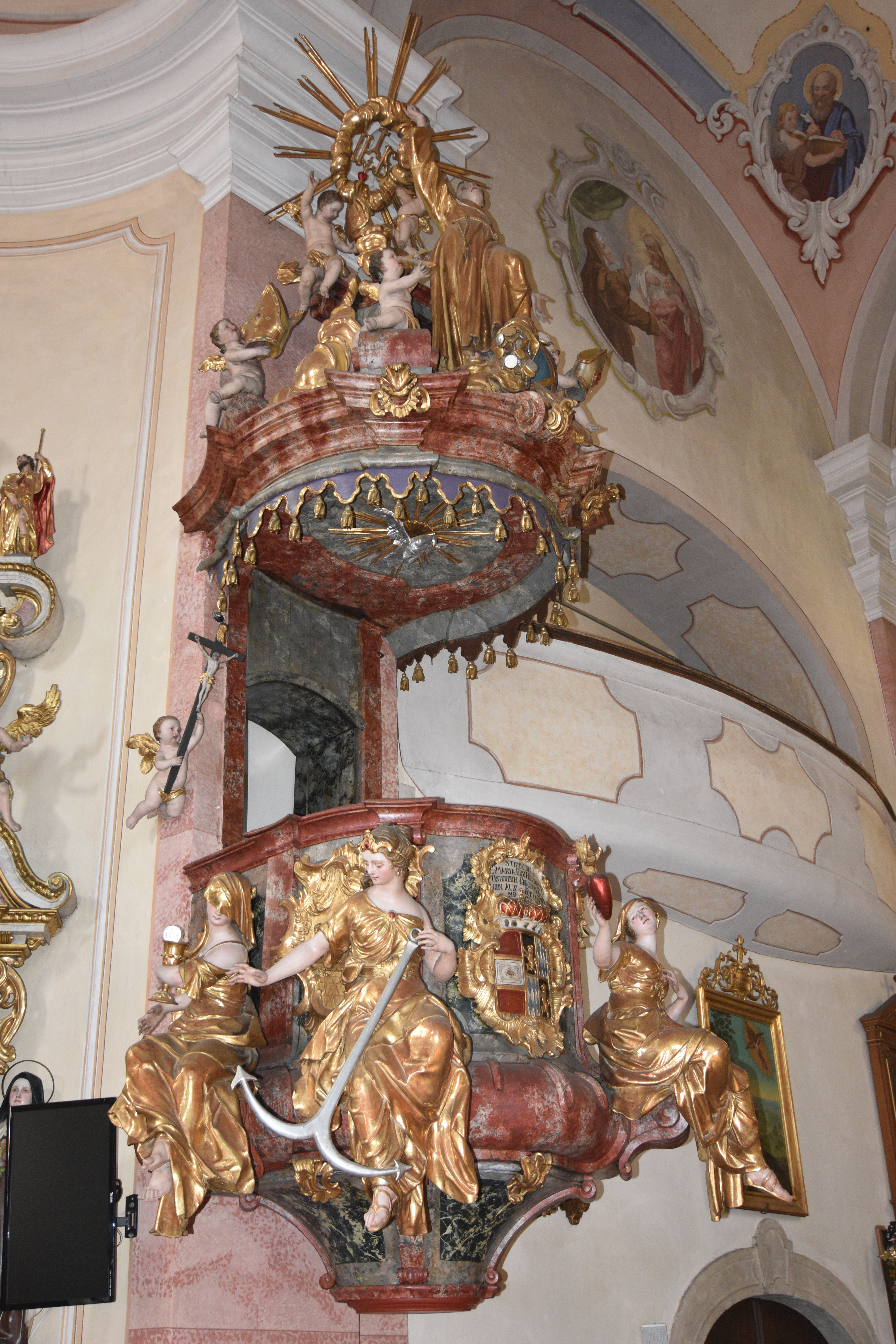
Kanzel von Veit Königer
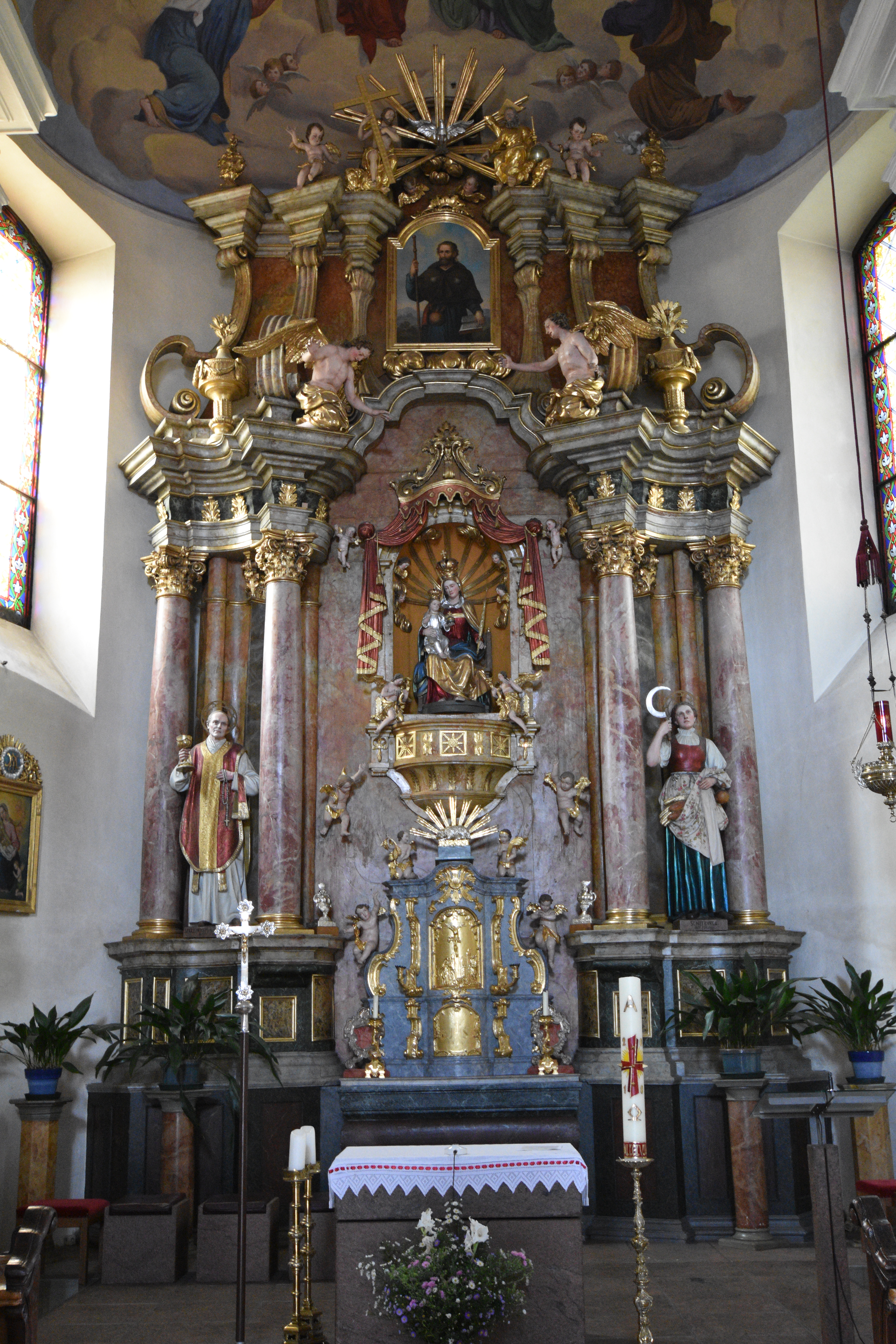
Hochaltar
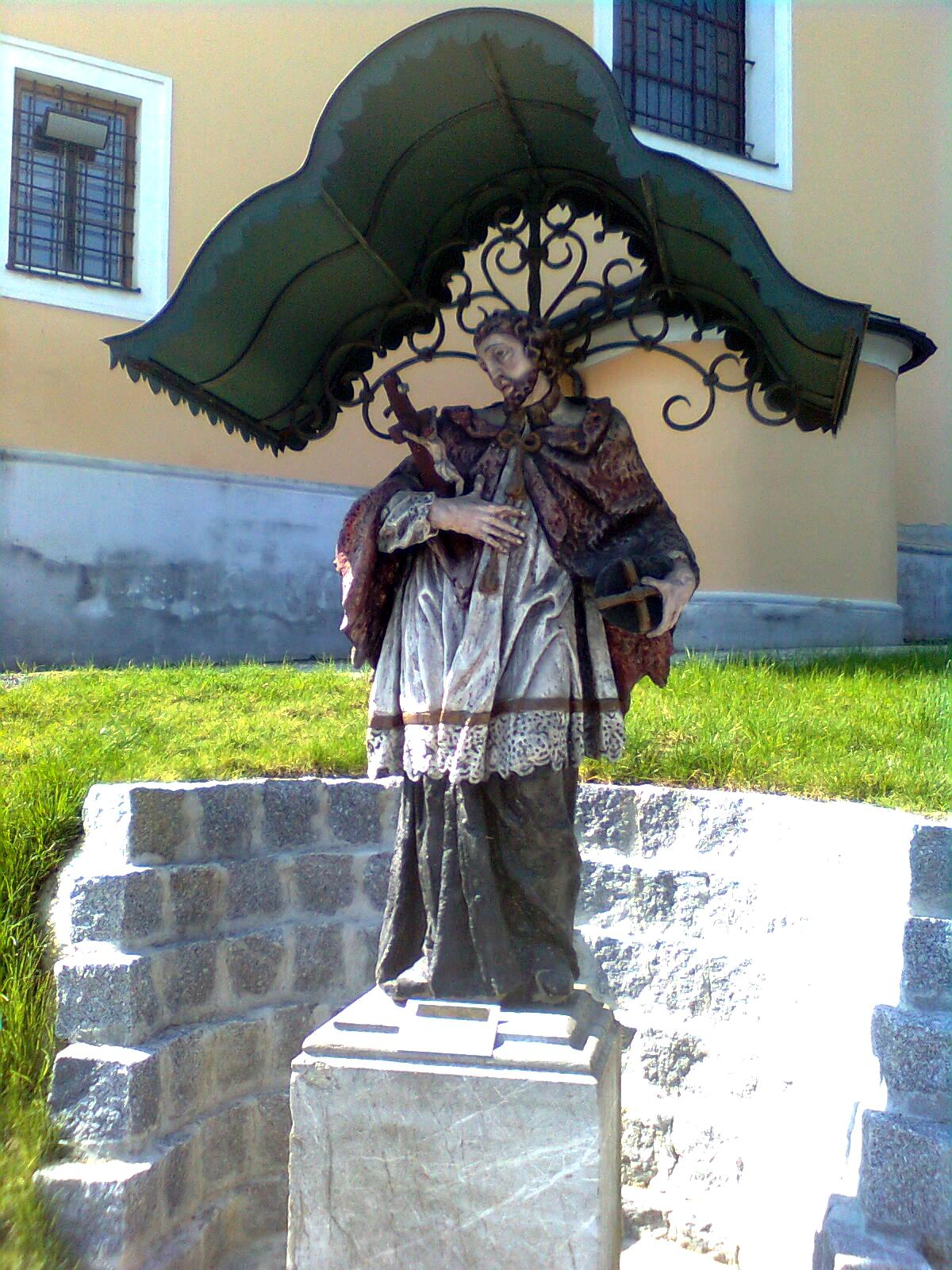
Figurenbildstock des heiligen Johannes Nepomuk vor der Pfarrkirche ⊙
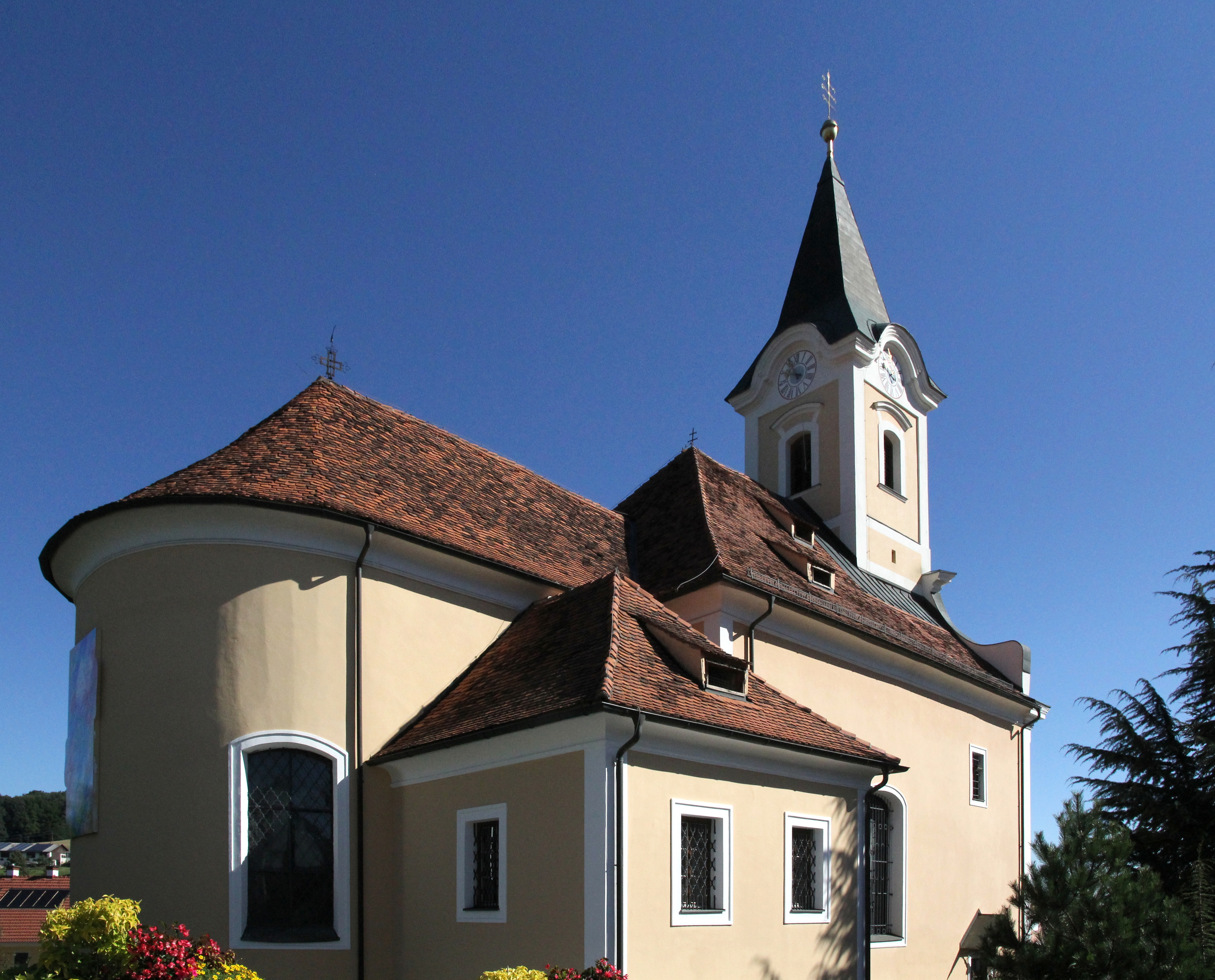
Pfarrkirche Nestelbach Südansicht ⊙

#### Pfarrkirche
Der Hochaltar der Pfarrkirche stammt aus der ersten Hälfte des 18. Jahrhunderts vom Bildhauer Johann Jacob Schoy. Nach der Aufhebung des Klarissenklosters im Paradeis in Graz wurde der Hochaltar nach Nestelbach gebracht. Dort musste er den eingeschränkten Platzverhältnissen angepasst werden und wurde erheblich verkleinert, der abgeteilte Rest kam in die Welschen Kirche am Grazer Griesplatz. Der Figurenschmuck wurde ebenfalls reduziert. Das Bildnis des Heiligen Jakobus des Älteren, gestaltet vom Grazer Maler Felix Barazutti, stellt den Heiligen mit seinen Symbolen dar. Den Abschluss des Hochaltars bildet die Figurengruppe mit der Darstellung der Dreifaltigkeit: Gottvater, Sohn und Heiliger Geist.
Der Tabernakel aus dem Rokoko befindet sich an der Basis des Hochaltars und wurde bei der letzten umfassenden Kirchenrestaurierung 1993 eingefügt. Er stammt ursprünglich aus der Kirche Mürzhofen. Die Schnitzerei an der Tür stellt die Kreuzigungsszene Christi dar, umgeben von Maria, Maria Magdalena und dem Heiligen Johannes. Im Zentrum des Hochaltars steht eine Hochplastik mit der Darstellung von Maria mit dem Kinde. Diese wird „Maria Schutz“ genannt und war Ende des 18. Jahrhunderts das Ziel vieler Wallfahrten. Die beiden großen Seitenfiguren am Rand des Hochaltars wurden 1913 vom Bildhauer Peter Neuböck (1865–1928) gestaltet. Auf der linken Seite steht der Heilige Klemens Maria Hofbauer, auf der rechten Seite die Statue der Heiligen Notburga.
Ebenfalls aus dem 1784 aufgelassenen Klarissenkloster im Paradeis stammt die Kanzel des Bildhauers Veit Königer. Sie befindet sich auf der linken vorderen Seite des Mittel- oder Hauptschiffs. An der Vorderseite ist ein Wappen mit der Inschrift „Stifterin Maria Erzherzogin von Österreich, geborene Herzogin aus Bayern 1602“ angebracht. Diese weist auf das Gründungsjahr des Klarissenklosters im Paradeis durch Erzherzogin Maria von Bayern hin. An der Kanzelbrüstung stellen drei Figuren die Paulinischen Tugenden „Glaube, Hoffnung und Liebe“ dar. Den oberen Abschluss am Dach der Kanzel bildet der Heilige Bernhardin von Siena mit dem von goldenen Sonnenstrahlen umrahmten Monogramm „IHS“.
Die beiden Seitenaltäre im Seitenschiff der Kirche stammen aus Graz-St. Peter. Sie wurden 1648 vom Bildhauer Sebastian Erlacher geschaffen. Die neugotischen Figuren sind nur mehr zum Teil erhalten. An der Basis des rechten Seitenaltars befinden sich links die Statue des Heiligen Florian, im Zentrum das Herz Marias und rechts die Heilige Margarethe. Oberhalb ist ein Gemälde des Heiligen Leonhard eingearbeitet, welches links von der Heiligen Katharina und rechts von der Heiligen Barbara flankiert wird. Den Abschluss bildet der Erzengel Michael im Kampf mit Luzifer. Am linken Seitenaltar bildet das Zentrum der Basis die Darstellung des Herzen Jesu. Links davon befindet sich die Heilige Elisabeth und rechts die Heilige Theresia vom Kinde Jesu. Das Bild oberhalb, gemalt von Felix Barazutti, zeigt Maria und ihre Mutter Anna. Der linke Seitenaltar wird mit den drei Pestheiligen Sebastian, Rochus und Judas Thaddäus abgeschlossen.
Die Gestaltung der Gewölbe mit Fresken erfolgte relativ spät im Jahre 1934. Für die Ornamente sorgten die Brüder Walter aus Ilz und für die Figuren der Grazer Maler Franz Mikschowsky (1873–1936) nach den Entwürfen des ebenfalls aus Graz stammenden Malers Ludwig Ritter von Kurz zum Thun und Goldenstein (1850–1939). Über dem Hochaltar befindet sich eine Darstellung Gott Vaters, Jesu Christi, der Gottesmutter Maria und Josef. Im Gewölbe des Mitteljochs sind die vier Kirchenväter und im Gewölbe des Chorjochs die vier Evangelisten abgebildet. Weitere Fresken befinden sich an den Balkonbrüstungen mit den Darstellungen der Heiligen Margareta Alacoque, des Heiligen Aloisius und über dem Hauptportal die des Heiligen Konrad von Parzham.
Zu den ältesten Stücken der Pfarrkirche zählt das spätgotische Kruzifix eines Leobner Meisters aus der Zeit um 1520. 1950 wurden vier neue Glocken von Ernest Szabo in Graz gegossen, von denen die große Glocke 1140 kg wiegt und dem Herzen Jesu geweiht ist. Eine Erneuerung des Läutwerks erfolgte 1980.
Die alte Orgel wurde 1909 von Konrad Hopferwieser in Graz gebaut und hatte neun Register. Damit zählt sie zu den kleineren Instrumenten und war für den Kirchenraum sowohl von der Disposition als auch vom Aufstellungsort her ungeeignet. Nach Renovierungen der Orgel in den Jahren 1993 und 2000 (Midifizierung der Tastatur und Erweiterung um 20 elektronische Register, wobei die Originalregister voll spielbar blieben) waren 2012 schwere Schäden an der Windlade und an den Holzpfeifen der Anlass, die Hopferwieser-Orgel außer Betrieb zu nehmen und durch eine Digitalorgel (Rodgers 588) zu ersetzen. Am 30. März 2019 fand auf Initiative von Christian Wessely ein Orgelkonzert der deutschen Organistin Barbara Dennerlein statt.
An der Außenseits des Chores befindet sich ein Marienmonogramm von Adolf Osterider.

#### Johannes Nepomuk in Nestelbach
In Nestelbach finden sich zwei Darstellungen des Johannes Nepomuk. Der denkmalgeschützte Figurenbildstock des Brückenheiligen, der 1393 in Prag ertränkt wurde, steht direkt am neu gestalteten Stiegenaufgang zur Pfarrkirche. Er ist neben dem Sakralbau das zweite denkmalgeschützte Objekt der Gemeinde Nestelbach. Der Bildstock stand einst in unmittelbarer Nähe einer Brücke unter dem Talübergang der Südautobahn, bevor er auf den Nestelbacher Dorfplatz und schließlich auf dem heutigen Standort versetzt wurde. Die zweite Darstellung eines unbekannten Künstlers steht auf der Schemmerlhöhe bei der Abzweigung nach Vasoldsberg in einem kleinen Marterl.

#### Kriegsopferdenkmal
Auf einem Hügel im Norden Nestelbachs steht ein großes Holzkreuz in einer Umfriedung ⊙. Es ist mitsamt den Holztafeln, die die Namen der gefallenen und vermissten Soldaten der Region tragen, ein Mahn- und Denkmal des Ersten und Zweiten Weltkriegs. Das Ensemble ist ein markanter Ort der Gemeinde. An den Sterbetagen der Gefallenen leuchtet es weithin sichtbar. Vom sogenannten „Heldenkreuz“ aus bietet sich eine gute Aussicht auf Nestelbach. Es ist sowohl Ziel religiöser Prozessionen im Kirchenjahr als auch von profanen Wanderungen.

#### Kapellen der Pfarrgemeinde Nestelbach
| Name                      | Beschreibung | Bild |
| ------------------------- | --- | ---- |
| Dorfkapelle Mitterlaßnitz | Die Kapelle der ehemaligen Gemeinde Mitterlaßnitz, nunmehrigen Katastralgemeinde Nestelbachs, wurde im Jahr 1850 als Dorfkapelle für die Christenlehre errichtet. Die Glocke, die sich im hölzernen Turm befindet, wurde während des Ersten Weltkriegs im Stroh eines benachbarten Bauern versteckt und entging damit der Einschmelzung. Im Zweiten Weltkrieg geschah dieses Vorhaben auf kuriose Weise: Man nahm den Strick ab, der an der Glocke befestigt war, und verleugnete ihre Existenz. Ende des Jahres 1979 wurde die Dorfkapelle renoviert, weil die Nässe den Grundmauern und dem Dachstuhl zugesetzt hatte und das Gebäude einsturzgefährdet war. Im Juni 1980 wurde sie neu geweiht und mit einem elektrischen Läutewerk versehen. |      |
| Donatuskapelle Langegg    | Die dem heiligen Donatus geweihte Kapelle steht auf dem ehemaligen Gemeindegebiet von Langegg bei Graz. Die heutige Dorfkapelle wurde von den Brüdern Franz und Josef Oswald von 1855 bis 1858 errichtet. Sie soll ein verkleinerter Nachbau der Pfarrkirche Nestelbach sein und hat eine Breite von acht Metern, eine Länge von zwölf Metern und eine Höhe von achtzehn Metern. Es handelt sich bei der Kapelle um einen Bau mit spätbiedermeierlicher Turmfassade. Am Altar befindet sich ein Bild des heiligen Donatus, der die Ortschaft von einem schweren Unwetter verschont hatte. Über dem Tabernakel steht die Statue „Maria mit dem Kinde“, eine Nachbildung des Mariazeller Gnadenbildes. Im Innenraum stehen 56 und auf der Chorempore 12 Sitzplätze zur Verfügung. Der Turm, dessen Dach 1907 aufgespitzt wurde, beherbergt zwei Glocken. |      |
| Kapelle Edelsbach         | Die Kapelle in Edelsbach, die zwischen den Ortschaften Edelsgrub und Krumegg liegt, wurde im 18. Jahrhundert erbaut. Das Grundstück befand sich ursprünglich im Besitz der Riegersburg und die Erbauerin hieß Frau Bäckermeister. Wegen eines Straßenbaus wurde die ursprüngliche Kapelle im Jahr 1968 abgerissen. Der Neubau begann 1970 und wurde mit der Einweihungsfeier 1972 durch Pfarrer Neumann abgeschlossen. 1995 erfolgte eine Renovierung der Edelsbacher Kapelle und im August desselben Jahres die Weihe durch Pfarrer Friedrich Tieber. |      |
| Steinbergkapelle          | Die Kapelle trägt das Patrizonium der Schmerzhaften Mutter ist auch unter dem Namen Pfeifferkapelle bekannt und wurde im Jahr 1700 erbaut und befindet sich auf dem Gebiet der politischen Gemeinde Vasoldsberg im Ortsteil Steinberg. Die Statue der Schmerzhaften Mutter, die 1840 zum Preis von einem Kübel Schmalz erworben wurde, befindet sich im Innenraum. Der Vulgoname der Kapelle lautet „Haaspeter“ und dieser ist in einigen Landkarten vermerkt. In den Jahren 1957 und 1987 fanden umfassende Renovierungsarbeiten statt, wobei am 22. September 1957 die Glockenweihe stattfand. Das elektrische Läutewerk wurde wegen Geldmangel erst im Jahr 1989 eingebaut. |      |

## Kultur und Sehenswürdigkeiten
- Katholische Pfarrkirche Nestelbach bei Graz hl. Jakobus der Ältere

### Musik
Die Blasmusikkapelle Nestelbach wurde 1850 als Dorfmusik gegründet und Ignaz Fellner war von 1860 bis 1880 ihr erster Kapellmeister. In den beiden Weltkriegen kam es zur Unterbrechung der Vereinstätigkeit, bis, durch den Verdienst von Kapellmeister Wolfgang Hold, zum Nachwuchsmusiker dem Verein beitraten. Seit 1977 leitet Franz Binder den Musikverein, unter dessen Führung es im Juni 2000 zur Eröffnung des Probesaals und des neuen Musikerheims im Nestelbacher Bauhof kam.

### Sport

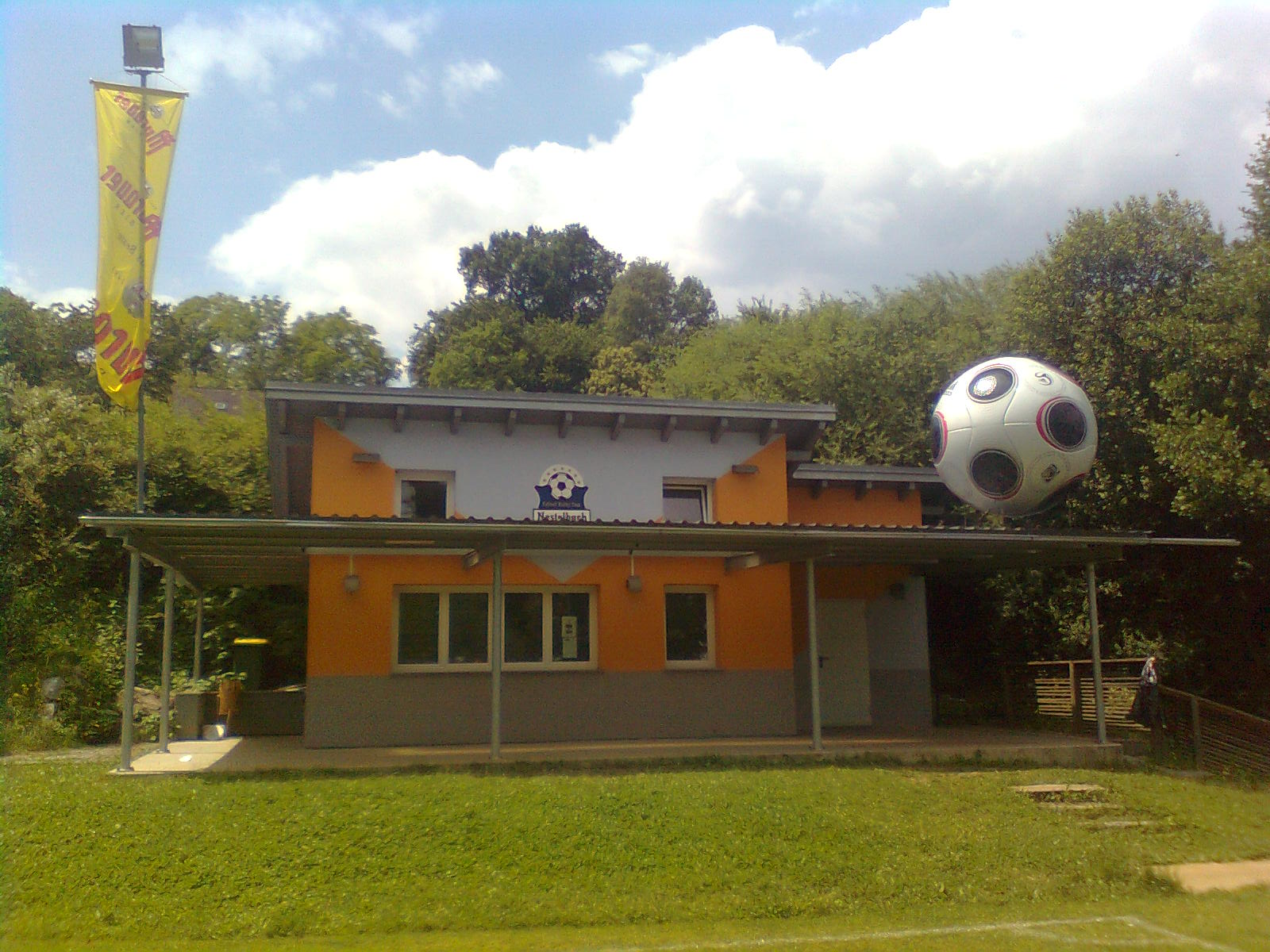
Vereinsheim des
HC Nestelbach

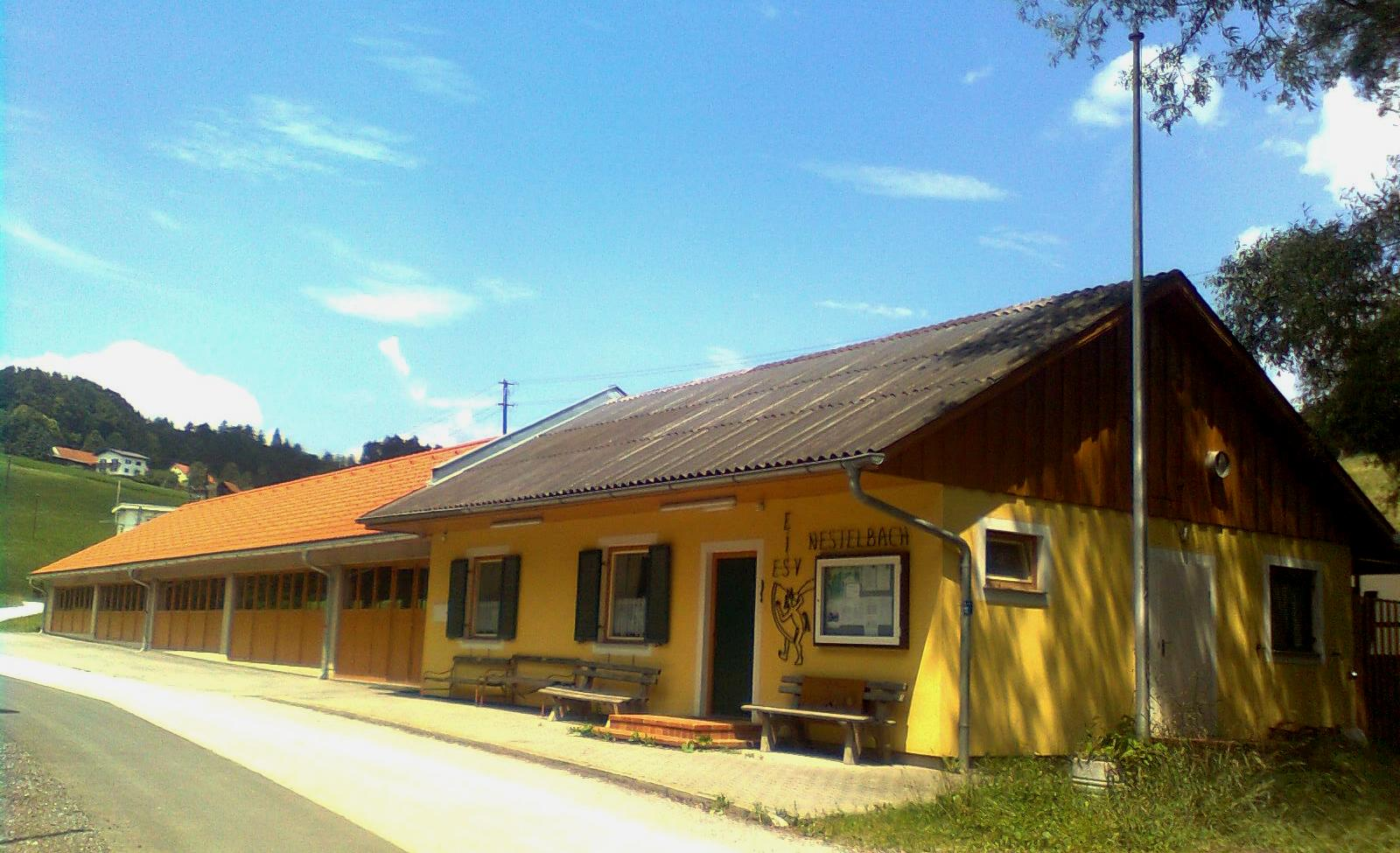
Vereinsheim des
ESV Nestelbach

Die Gründung des Nestelbacher Fußballvereins HC (Hobby Club) Nestelbach erfolgte im Jahr 1990. Da es im Ort zu diesem Zeitpunkt keinen Sportplatz gab, musste die Mannschaft auf den Fußballplatz der Nachbargemeinde Laßnitzthal ausweichen. Seit der Errichtung eines Platzes hinter der Volksschule veranstaltet der HC Nestelbach ein jährliches Pfingstturnier. Im Jahr 2000 wurde der HC Nestelbach um den Sektor Jugendmannschaften erweitert, welcher 2006 jedoch wieder aufgelöst wurde.
2001 wurde der Grundstein für ein Vereinsheim am Nestelbacher Sportplatz gelegt. Der Baubeginn war im Herbst 2002. Das Haus wurde nach zwei Jahren Bauzeit im Oktober 2004 fertig gestellt.
- Sportverein Nestelbach
- Eisschützenverein (ESV) Nestelbach
- Eisschützenverein (ESV) Mitterlaßnitz

### Vereine
- Österreichischer Kameradschaftsbund[14]
- Österreichischer Alpenverein
- Österreichischer Seniorenbund
- Bauernbund
- Tourismusverband Nestelbach

### Legenden und Sagen
Über die Gründung des Ortes Nestelbach werden einige Sagen und Legenden erzählt. Die erste handelt von einem schweren Unwetter und einer Überflutung der Siedlung im „Buckelbauerngraben“. Diese Ansiedlung wurde demnach völlig zerstört. Die Bewohner suchten daraufhin nach einem sicheren Platz für eine neue Siedlung und fanden dabei in einem Nesselgestrüpp ein Bild der Gottesmutter Maria. Sie errichteten an jener Stelle eine Holzkapelle, um die herum die Siedlung Nezilinpach entstand. Der Name stammt von (althochdeutsch) nezilla oder (mittelhochdeutsch) nezzel(e) und bedeutet Brennnessel.
Eine weitere Sage über die Nestelbacher Kirche berichtet Folgendes: An jener Stelle, an der eine hölzerne Vorgängerkirche stand, befand sich eine Maria-Schutz-Statue. Es war geplant, die neue Kirche auf einer Anhöhe auf der Schemmerlhöhe zu errichten und dort die Statue zu verwahren. Diese wurde in der Zwischenzeit aus der baufälligen Bachkapelle geholt und an einem sicheren Platz versteckt. Am nächsten Tag war sie auf wundersame Weise zu ihrem alten Platz zurückgekehrt. Dieser Vorgang wurde oftmals wiederholt und so entschloss die Dorfgemeinschaft, die neue Kirche auf jenen Weiler unweit des ursprünglichen Kirchengebäudes zu erbauen, auf dem die heutige Pfarrkirche steht.

## Wirtschaft und Infrastruktur

### Verkehr

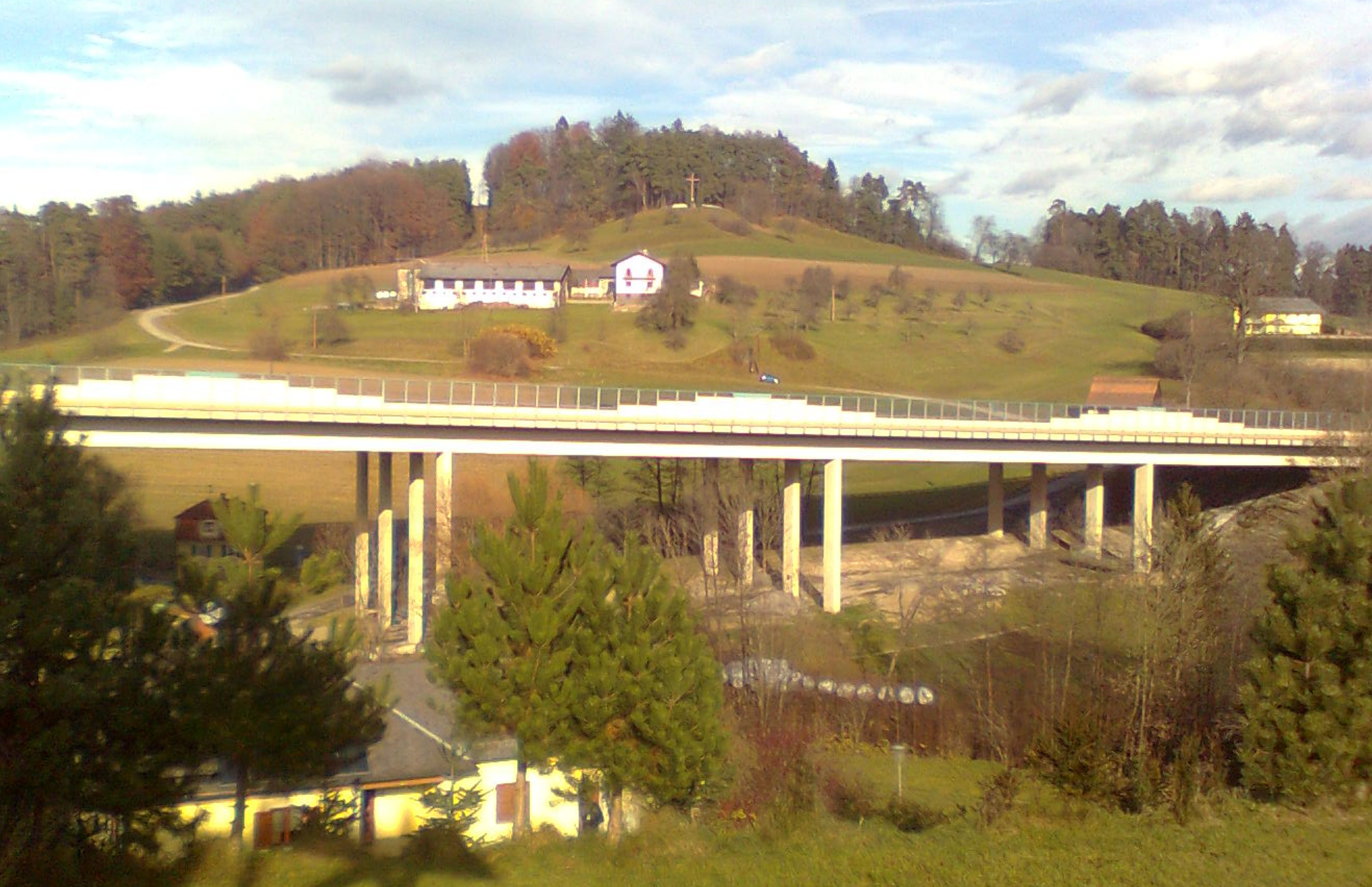
Talübergang der Süd Autobahn A 2

Die Süd Autobahn A 2 führt auf einer Strecke von 3,1 km durch das Gemeindegebiet und kann über die Anschlussstelle Laßnitzhöhe erreicht werden, die etwa einen Kilometer vom Zentrum entfernt ist, erreicht werden. Das Ortsbild wird seit 1969 durch eine etwa 280 Meter lange Brücke geprägt. Kurz vor der Autobahnabfahrt Laßnitzhöhe in Fahrtrichtung Graz befindet sich ebenfalls eine derartige Brücke, welche im Gegensatz zur ersten durch umliegende Bewaldung beinahe nicht sichtbar ist. Durch den Ort führt die Landesstraße L 384, die „Nestelbachstraße“, die auf der Schemmerlhöhe von der L 305 abzweigt und in Laßnitzthal in die L 365 einmündet.
In Nestelbach befindet sich kein Bahnhof. Der nächstgelegene Bahnhof ist in 4 km Entfernung in Laßnitzhöhe und bietet Zugang zur Steirischen Ostbahn mit stündlichen S-Bahn-Verbindungen nach Graz und Fehring. Die Bahntrasse auf Nestelbacher Gemeindegebiet ist 2,55 km lang und führt durch Mitterlaßnitz.
Der Flughafen Graz ist 18 km entfernt.

### Ansässige Unternehmen
Auf dem Gemeindegebiet befindet sich eine vielfältige Anzahl von Gastronomiebetrieben. Eine Tankstelle, zwei Nahversorger, ein Geldinstitut und diverse Betriebe komplettieren den Dienstleistungssektor. Es siedeln sich laufend neue Unternehmen an. 2008 wurde auf der Schemmerlhöhe ein Gewerbezentrum mit Einkaufsmöglichkeiten eröffnet. Die Alpha Feuerhalle GmbH betreibt in Nestelbach seit 2018 eines von derzeit (Stand 2021) 17 aktiven Krematorien in Österreich.

### Öffentliche Einrichtungen

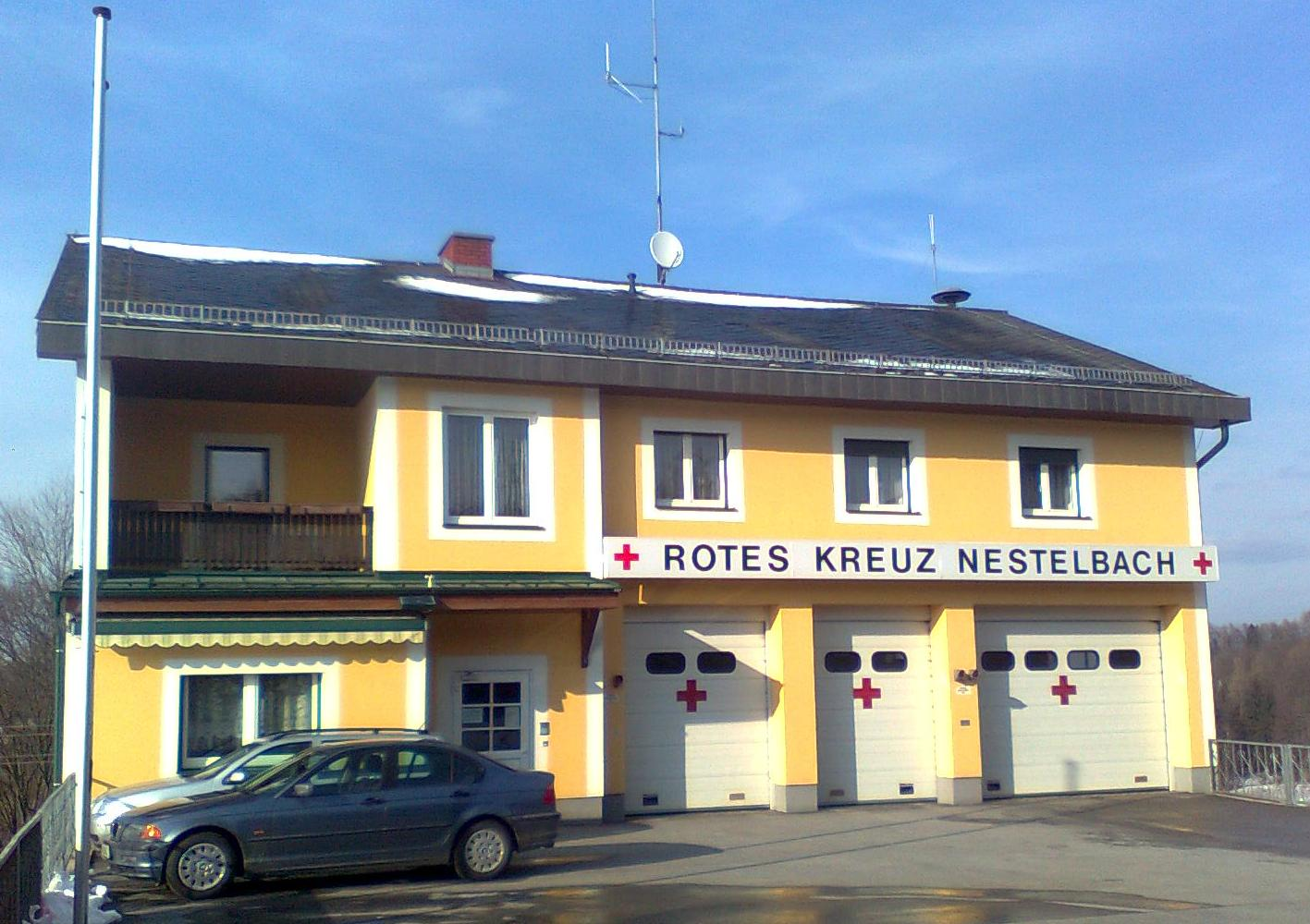
Ortsstelle des Roten Kreuzes in Nestelbach

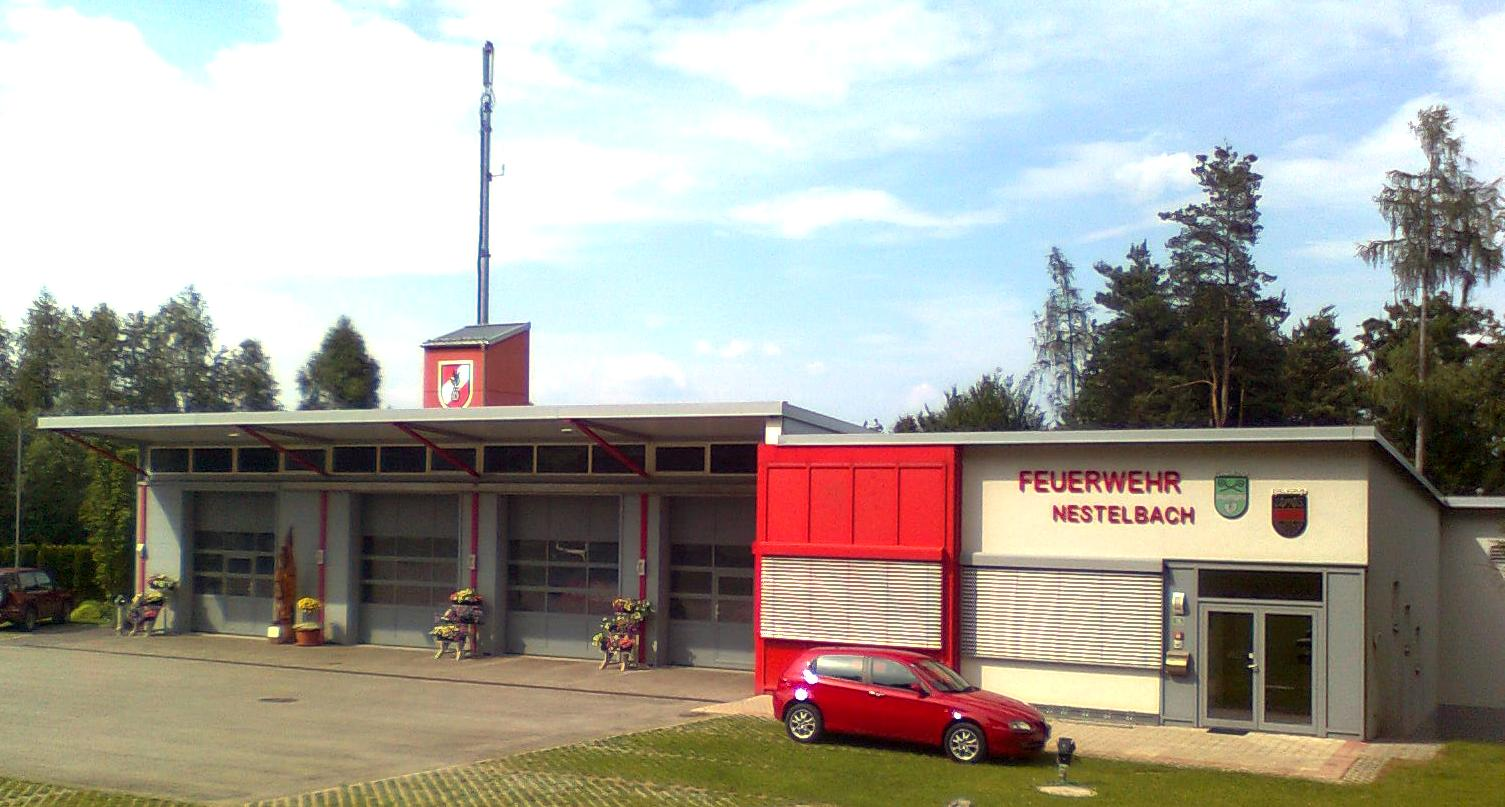
Feuerwehrhaus der Freiwilligen Feuerwehr Nestelbach

- Rotes Kreuz Nestelbach: Am 24. März 1974 wurde die Errichtung der Ortsstelle des Roten Kreuzes Nestelbach auf der Schemerlhöhe beschlossen. Nach anfänglicher Rivalität mit der Marktgemeinde Laßnitzhöhe bekam Nestelbach den Zuschlag und konnte die Ortsstelle im Juni 1978 unter der Leitung des Ortsstellenleiters Franz Fessel fertigstellen. Bis 1998 teilte sich das Rote Kreuz die Räumlichkeiten mit der Freiwilligen Feuerwehr Nestelbach bei Graz sowie mit der Bereichs Warn- und Alarmzentrale Florian Graz-Umgebung (heute in Raaba), die im Jahr 2000 ein eigenes Feuerwehrhaus erhielt. 2001 erfolgte ein Umbau des Gebäudes. Am 18. Mai 2008 feierte die Ortsstelle Nestelbach ihr 30-jähriges Bestehen. Das Rote Kreuz Nestelbach versorgt zirka 5500 Haushalte in zwölf Gemeinden. Der Fuhrpark besteht aus vier Einsatzfahrzeugen. Neben den hauptsächlich ehrenamtlichen Mitarbeitern versehen Hauptberufliche und Zivildiener Dienst. Eine Jugendgruppe, Erste-Hilfe-Kurse für die Bevölkerung und Katastrophenschutz mit Krisenintervention gehören ebenfalls zum Programm.
- Freiwillige Feuerwehr Nestelbach bei Graz[16]
- Altenpflegeheim
- Alpha Nova – Wohnheim und Tageswerkstätte
- Fußballplatz Nestelbach
- Eislaufplatz und Asphalthalle des ESV Nestelbach
- Eisstockplatz des ESV Mitterlaßnitz
- Freiwillige Feuerwehr Langegg bei Graz

### Bildung

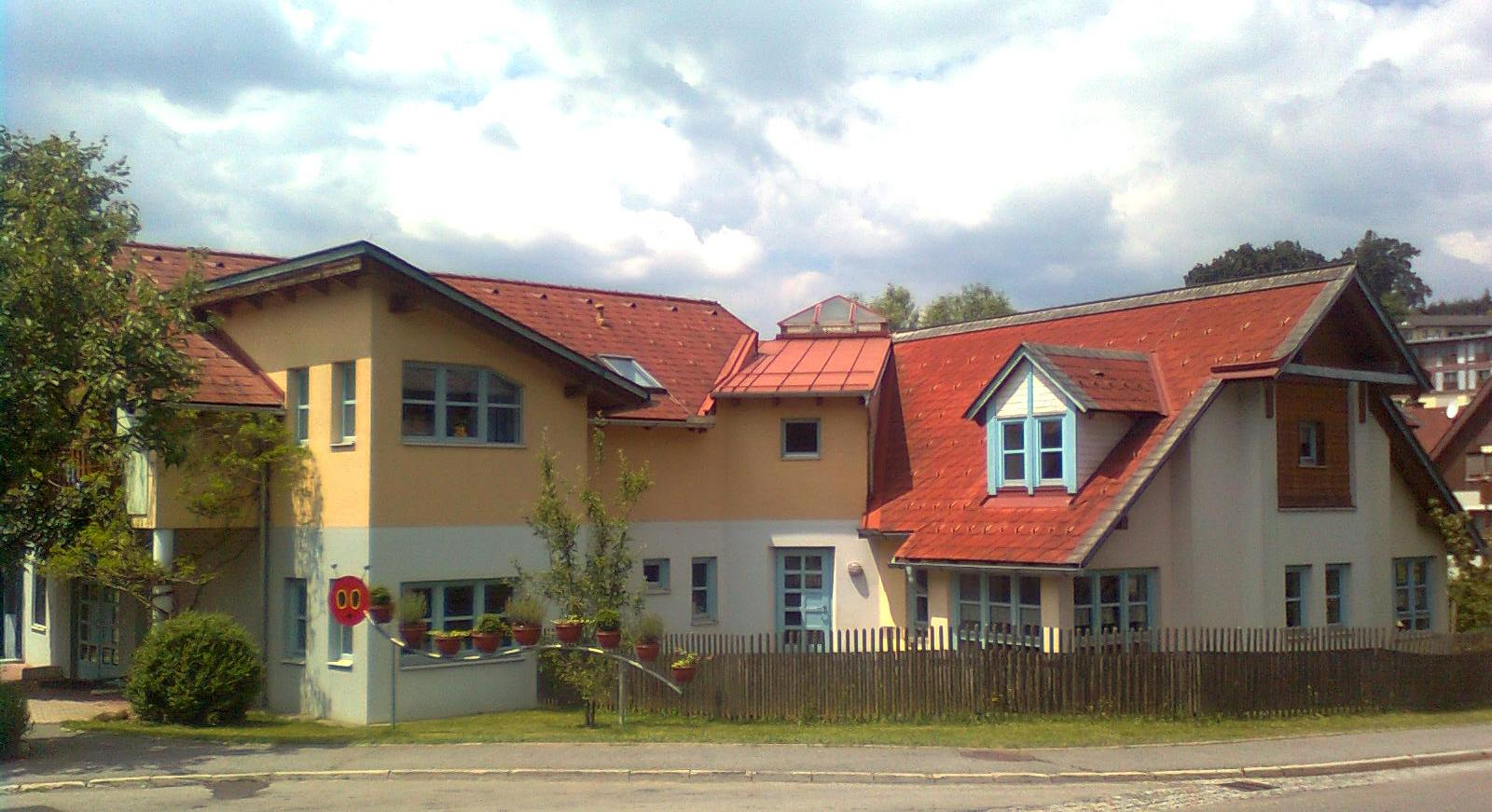
Kindergarten

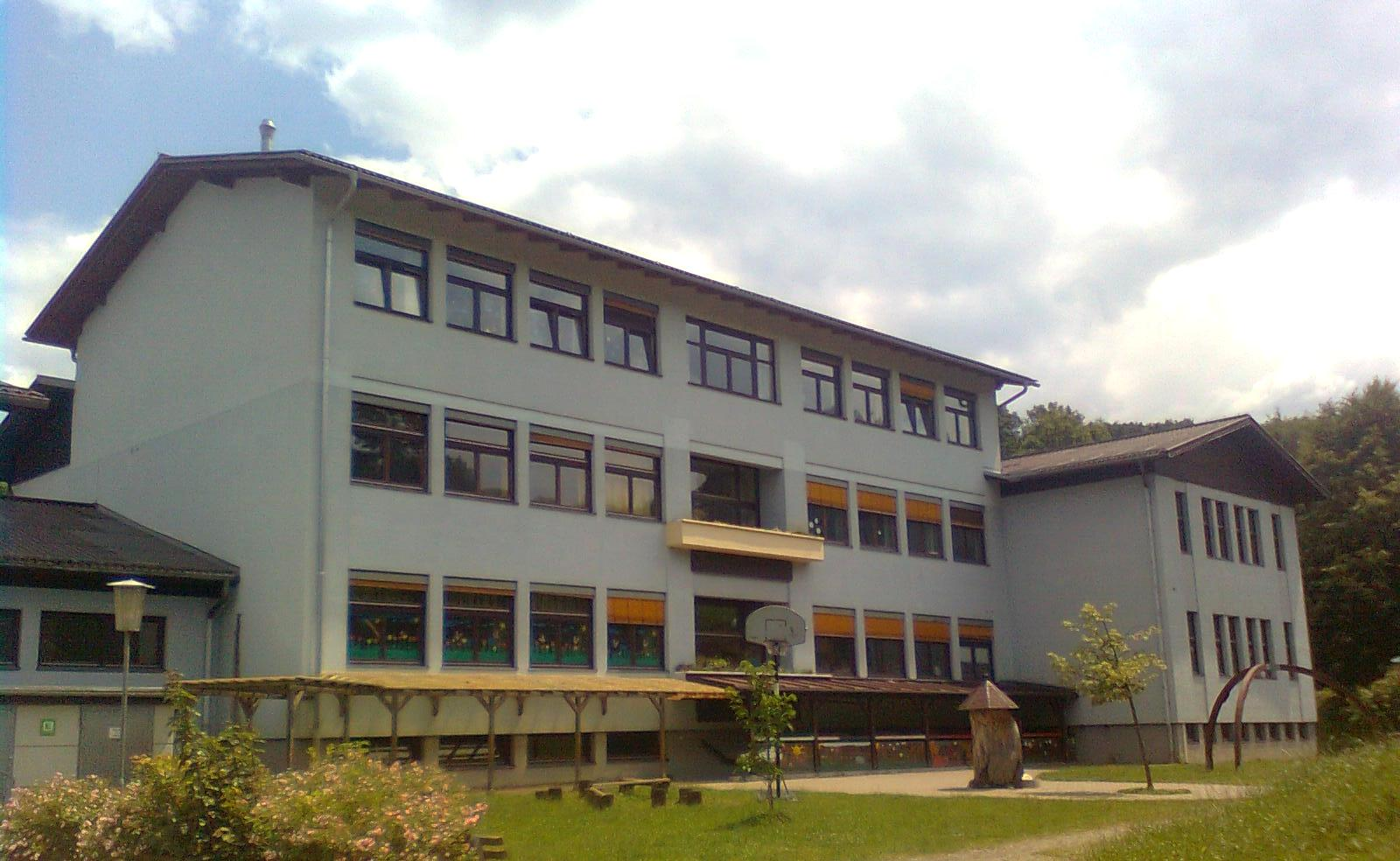
Volksschule

- Kindergarten Nestelbach: Die Räumlichkeiten des alten Kindergartens befanden sich in einem der Häuser unmittelbar neben der Pfarrkirche. 1976 wurde die erste altersgemischte Gruppe eingeführt. Wegen der ansteigenden Anzahl von Kindergartenkindern wurde 1987 ein Neubau für zwei Gruppen neben der Volksschule Nestelbach errichtet. Im Jahr 1998 erfolgte eine Erweiterung der Kapazität auf drei altersgemischte Gruppen und 1999 wurde die Ganztagsbetreuung eingeführt. Zusätzlich gibt es eine Kinderkrippe für die Betreuung von Kindern zwischen null und drei Jahren.

- Volksschule Nestelbach: Seit mehr als 200 Jahren besteht in Nestelbach eine Volksschule. Die alten Räumlichkeiten waren in einem Gebäude neben der Kirche untergebracht. Die Bevölkerungszunahme machte einen Neubau notwendig, der 1974 errichtet wurde. Die an der Schulstraße gelegene Volksschule wurde 1999 erweitert. Hinter der Schule liegt der Sportplatz. Seit einigen Jahren gibt es im Pausenhof einen vom Elternverein gestalteten Spielplatz. Momentan befindet sich die öffentliche Bibliothek der Gemeinde Nestelbach in den Räumlichkeiten. Zuvor war diese im Keller des Pfarrhauses und später neben dem Gemeindeamt am Kirchplatz untergebracht.

## Politik

### Gemeinderat
Der Gemeinderat besteht aus 15 Mitgliedern.
- Nach den Gemeinderatswahlen in der Steiermark 1995 hatte der Gemeinderat folgende Verteilung: 10 ÖVP, 3 SPÖ und 2 Bürgerliste.
- Nach den Gemeinderatswahlen in der Steiermark 2000 hatte der Gemeinderat folgende Verteilung: 10 ÖVP, 3 Bürgerliste und 2 SPÖ.
- Nach den Gemeinderatswahlen in der Steiermark 2005 hatte der Gemeinderat folgende Verteilung: 9 ÖVP, 5 Bürgerliste und 1 SPÖ.[17]
- Nach den Gemeinderatswahlen in der Steiermark 2010 hatte der Gemeinderat folgende Verteilung: 7 ÖVP, 4 SPÖ, 3 Bürgerliste und 1 FPÖ.[18]
- Nach den Gemeinderatswahlen in der Steiermark 2015 hatte der Gemeinderat folgende Verteilung: 6 ÖVP, 5 SPÖ, 2 GRÜNE und 2 FPÖ-[19]
- Nach den Gemeinderatswahlen in der Steiermark 2020 hat der Gemeinderat folgende Verteilung: 9 ÖVP, 3 Bürgerliste, 2 SPÖ und 1 FPÖ.[20]

### Bürgermeister
- seit 2015 Klaus Steinberger (ÖVP)[21]

### Wappen

Wappen der Vorgängergemeinden
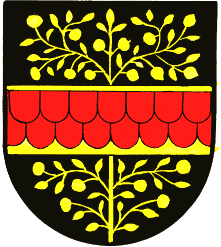
Edelsgrub
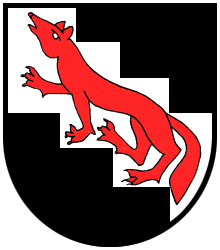
Langegg bei Graz
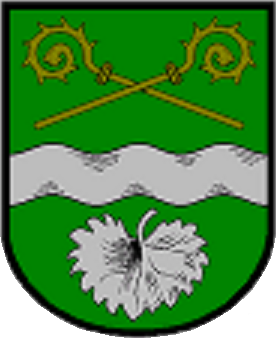
Nestelbach (1964–2014)

Alle Vorgängergemeinden hatten ein Gemeindewappen. Wegen der Gemeindezusammenlegung verloren diese mit 1. Jänner 2015 ihre offizielle Gültigkeit.
Die Gemeinde Nestelbach bei Graz führte ihr Wappen vom 1. März 1964 bis 31. Dezember 2014.
Die Blasonierung lautete:
„Im grünen Schild einen silbernen Wellenbalken, der oben von zwei gekreuzten goldenen Bischofsstäben, unten von einem silbernen Nesselblatt begleitet wird.“
Die zwei gekreuzten Bischofstäbe erinnern an die Zugehörigkeit zum Fürsterzbistum Salzburg. Das Nesselblatt und der als Silberstreifen stilisierte Bach stehen für den Ortsnamen Nestelbach.
Die Neuverleihung des Gemeindewappens für die Fusionsgemeinde erfolgte mit Wirkung vom 10. Oktober 2017. Die neue Blasonierung lautet:
„In grünem Schild ein goldener, mit einem schreitenden roten Fuchs belegter Schrägrechtsbalken, oben und unten begleitet von je einem schräg nach außen gewandten silbernen Nesselblatt.“

## Persönlichkeiten

### Ehrenbürger
- 1983: Josef Krainer (1930–2016), Landeshauptmann der Steiermark 1980–1996[25]
- Friedrich Tieber († 2017), Alt-Pfarrer von Nestelbach bei Graz[26]

### Söhne und Töchter der Gemeinde
- Johann Joseph Fux (um 1660–1741), Komponist und Musiktheoretiker

### Mit der Gemeinde verbundene Persönlichkeiten
- Nina d’Aubigny von Engelbrunner (1770–1847), Schriftstellerin, Sängerin und Musikpädagogin
- Trude Fontana (1910–1998), Schriftstellerin, ist in Nestelbach begraben
- Peter Neuhold (1724–1801), Trompeter, Mitglied der Wiener Hofkapelle
- Otto Wanz (1943–2017), ehemaliger Schwergewichtsweltmeister im Wrestling, lebte in Nestelbach
- Christian Wessely (* 1965), Fundamentaltheologe und Musiker, Diakon in Nestelbach, wohnt in Vasoldsberg